# Siekierczyn
Siekierczyn (Duits: Geibsdorf) is een dorp in het Poolse woiwodschap Neder-Silezië, in het district Lubański. De plaats maakt deel uit van de gemeente Siekierczyn en telt 1835 inwoners.